# Matthew James Thomas
Matthew James Thomas (Buckinghamshire, 1988) è un attore e cantante inglese.

## Carriera
In campo teatrale ha debuttato a Broadway nel 2011, quando interpretò Peter Parker nel musical di Spiderman. Nel 2013 torna a Broadway per recitare con Patina Miller, Andrea Martin, Charlotte d'Amboise e Terrence Mann nel musical Pippin; per la sua performance è stato candidato all'Outer Critics Circle Award al miglior attore protagonista in un musical.

## Filmografia

### Cinema
- Billy Elliot, regia di Stephen Daldry (2000)
- About a Boy - Un ragazzo (About a Boy), regia di Paul e Chris Weitz (2002)

### Televisione
- The Lost Prince - film tv (2003)

Britannia high